# Marsens
Marsens (toponimo francese; in tedesco Marsing, desueto) è un comune svizzero di 1 913 abitanti del Canton Friburgo, nel distretto della Gruyère.

## Geografia fisica
Marsens è affacciato sul Lago della Gruyère; è circondato dai vigneti dove si produce il vino bianco Lavaux.

## Storia
Il 1º gennaio 2001 ha inglobato il comune soppresso di Vuippens.

## Monumenti e luoghi d'interesse

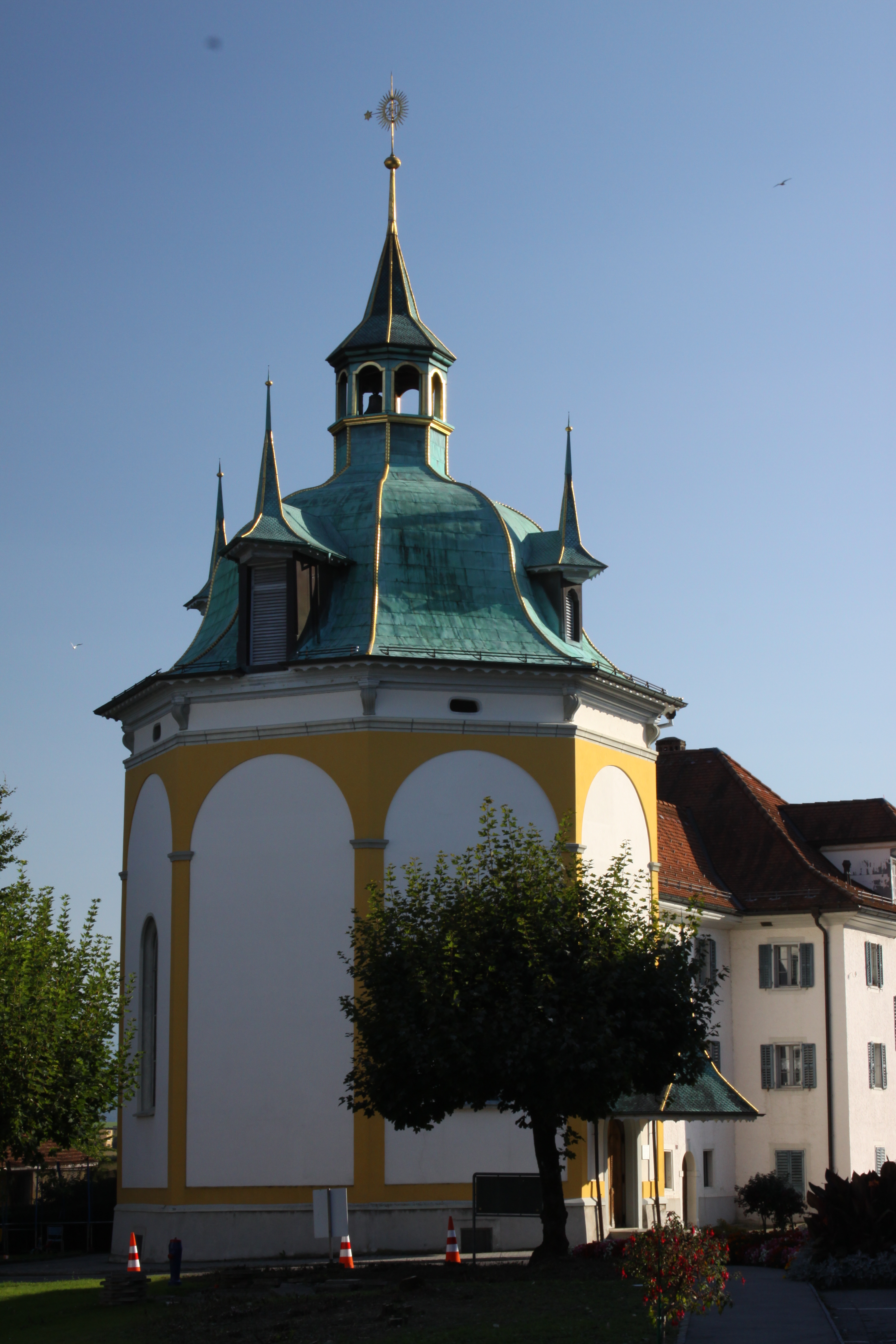
La cappella cattolica di Sant'Ignazio

- Cappella cattolica di San Nicola, eretta nel 1330[1];
- Cappella cattolica di Sant'Ignazio (detta della Rotonda), eretta nel 1641-1642[1].

## Società

### Evoluzione demografica
L'evoluzione demografica è riportata nella seguente tabella:
Abitanti censiti

## Amministrazione
Ogni famiglia originaria del luogo fa parte del comune patriziale che ha la responsabilità della manutenzione di ogni bene comune.